# Alpha Andromedae
Alpha Andromedae (α Andromedae, abreviat Alpha And sau α And, tradițional Alpheratz sau Sirrah; grafiile Alpherat, Al'faret, Al'ferats, cât și Sirah și Sirrakh se regăsesc și ele în literatură.) este cea mai luminoasă stea din Constelația Andromedei. Localizată în partea nordică a constelației Pegas, este cea mai nordică stea din Marele Pătrat al Pegasului.
La 20 iulie 2016, Uniunea Astronomică Internațională a aprobat numele propriu Alpheratz pentru steaua Alpha Andromedae. 